# Кельтська релігія

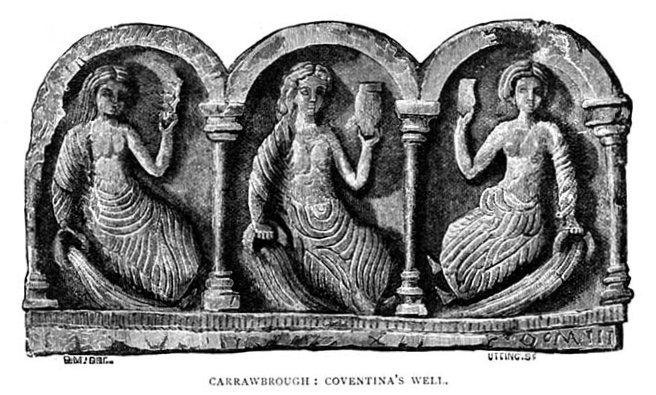
Зображення трьох богинь на священному колодязі богині Ковентіни (сучасна Шотландія).

Кельтське язичництво, також кельтське багатобожжя (політеїзм) — це релігійні вірування і практики древніх кельтських народів Західної Європи до періоду християнізації. Кельтське язичництво було політеїстичним та анімістичним.
Релігійні вірування і практики кельтів відрізнялися в різних кельтських землях, до яких тоді входили Ірландія, Британія, Кельтіберію, Галлія, Галатія, землі вздовж річки Дунай. Однак все одно можна відзначити спільність кельтського язичництва цих місцевостей.
Кельтські релігійні практики зазнали відбитку романізації, що настала після завоювання Римською Імперією деяких кельтських територій, таких як Галлія (у 58-51 роках до н. е.) і Британія (43 р. до н. е.). Глибина і значущість романізації кельтського політеїзму досі є предметом суперечки серед вчених.
Кельтське язичництво занепало в часи панування Римської Імперії, особливо після фактичної заборони однієї з його форм — друїдизму — імператором Клавдієм у 54 р н. е. Язичництво продовжувало своє існування трохи довше в Британії та Ірландії, де поступово зникло в період християнізації в V—VI століттях.

## Термінологія
Кельтські язичники, ймовірно, не мали окремої назви для своєї релігії до зіткнення з іншими релігіями і необхідності порівняння з ними. Кельтську релігію зазвичай називають загальними термінами для не-монотеїстичних релігій — язичництвом або політеїзмом. У давньоірландській мові також не зафіксовано окремих назв для дохристиянських вірувань — вони іменуються «язичництвом» (давньоірл. geintlidecht, від лат. gentilis, «язичницький»).

### Літературні джерела
Кельти епохи залізної доби не залишили ніяких письмових свідчень про свою релігію не тому, що не вміли писати (багато континентальних кельтів знали алфавіт і використовували його для інших цілей, у древній Ірландії вживалося огамічне письмо), а тому, що це було заборонено. Друїди, священицька каста кельтів, передавали свої знання тільки усно; можливо, таким чином вони захищали свої секрети від сторонніх.

#### Грецькі і римські джерела
Різні грецькі і римські письменники стародавнього світу описували кельтів і їхні вірування. Докладні описи кельтських звичаїв містилися у втраченій роботі Посідонія, якою користувалися Діодор, Страбон і Афіней. Римський імператор Юлій Цезар, який очолив завойовницькі походи проти кельтської Галлії, описав звичаї та релігію галлів. Деякі його твердження, наприклад про те, що друїди займалися людськими жертвоприношеннями, спалюючи людей у величезних фігурах, сплетених з лози, викликають у сучасних учених сумніви.
Ключова проблема з використанням цих джерел полягає в тому, що їхні автори часто налаштовані проти кельтів, яких античні люди вважали «варварами». Римляни, що завоювали кельтські королівства, не були безпристрасними спостерігачами: у своїх творах вони часто показували кельтів жорстокими і нецивілізованими, таким чином даючи «цивілізованим» римлянам більше причин завоювати їх. Була й протилежна тенденція: деякі античні автори ідеалізували кельтів, створюючи образ «благородного дикуна», не зіпсованого цивілізацією.

#### Ірландські і валлійські джерела

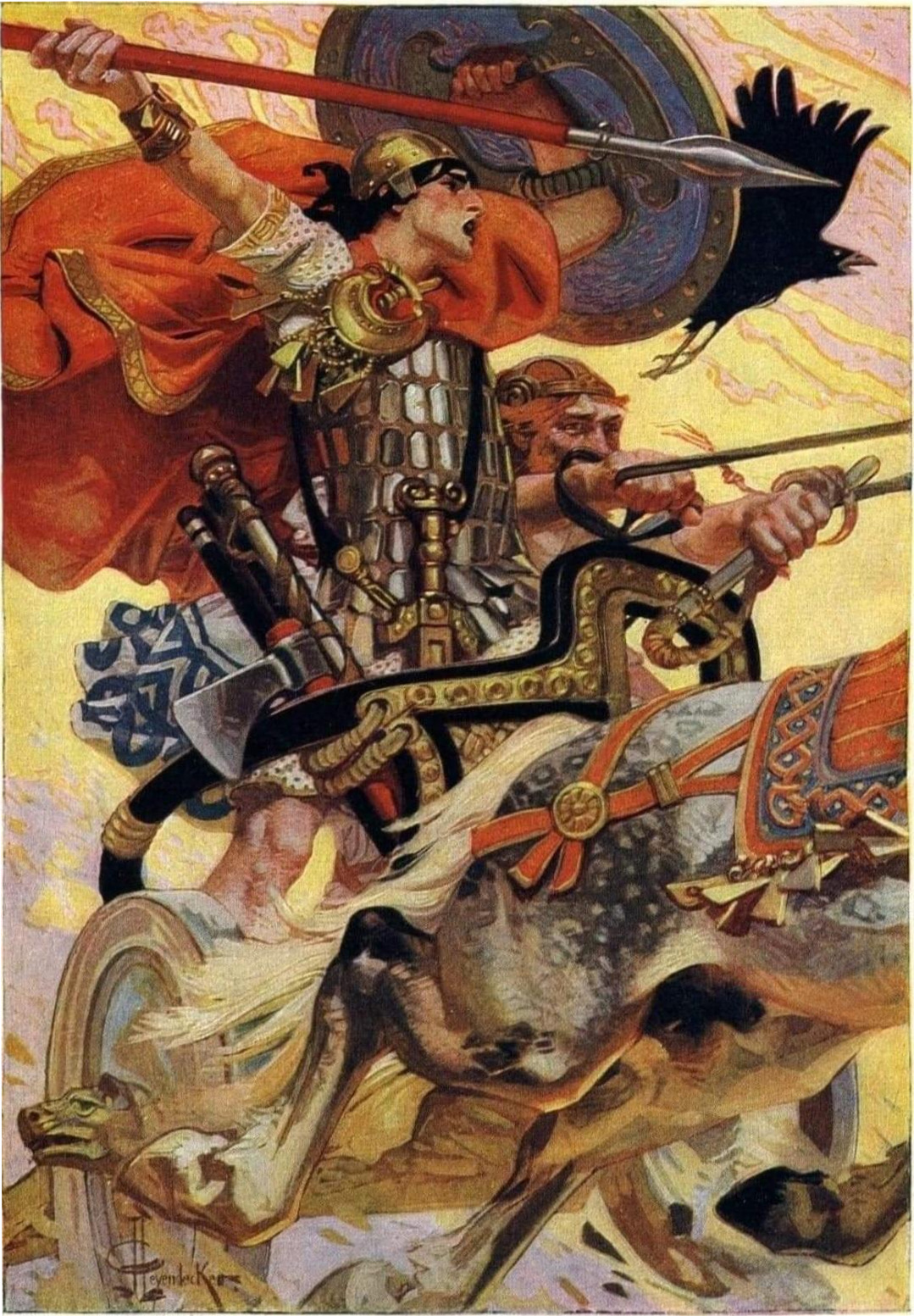
Сцена з ірландського епосу Викрадення бика з Куальнге, який розповідає про велику війну. Тут зображений герой Кухулін. Дія епосу відбувається в язичницьку епоху, але він дійшов до нас у викладі християнських авторів.

Інші літературні джерела були створені в населених кельтами країнах — Уельсі та Ірландії в часи християнського середньовічного періоду, через кілька століть після зникнення кельтського язичництва. Ці джерела представлені у формі міфологічних переказів, таких як валлійська Мабіногіон і ірландський епос «Викрадення бика з Куальнге». Вони були спочатку написані середньоваллійською і давньоірландською мовами відповідно.
Ці джерела були створені через кілька століть після того, як християнство стало панівною релігією в цих районах, і були написані християнами, можливо — ченцями (в той час ченці були одними з небагатьох людей, здатних писати). Замість того, щоб розглядати персонажів як божества, середньовічні автори зробили з них історичних діячів. В ірландських джерелах стверджується, що Туата Де Дананн — не боги, а давнє плем'я, що заселило Ірландію після Фір Болг і до Синів Міля. Досі серед фахівців спірним питанням є, наскільки ці твори відображають дохристиянську епоху. Деякі фахівці (П. Мак-Кана, Д. Мерфі) вважали, що давньоірландська і валлійська література відображають міфи і перекази язичницької епохи, що збереглися серед спадкоємців язичницьких друїдів, зберігачів старовини (філідів) і поетів (бардів). Інші (Д. Карні, К. Мак-Кон) вважають, що йдеться про літературні твори, в яких ченці, спираючись на біблійні та античні зразки, намагалися показати, якою, на їх думку, мала бути дохристиянська доба.

### Археологічні джерела
Археологічні свідчення не містять упередженості, властивої літературним джерелам. Проте, інтерпретація цих доказів може іноді бути перекручена мисленням людини 21-го століття.
Різні археологічні відкриття допомагають зрозуміти язичницьку релігію кельтів. По-перше, кельтські монети Галлії, Ретії, Норіка і Британії. Спочатку вони карбувалися за зразками монет елліністичних правителів, але згодом на них починають з'являтися характерні для кельтів міфологічні мотиви (фантастичні звірі, відрубані голови, колосся). По-друге, скульптури, пам'ятники і написи, пов'язані з кельтами континентальної Європи і Римської Британії. Більшість пам'яток і написи, що їх супроводжують, належать доримського періоду і відображають значну ступінь синкретизму між кельтськими і римськими богами; навіть там, де фігури і мотиви, здається, рлходять з доримських традицій, їх важко інтерпретувати у зв'язку з відсутністю пам'яток галльської літератури і міфології. Відомий приклад цього — рогате божество, яке назвали Цернунн; було знайдено кілька зображень і описів цього божества, але до нас не дійшло ніяких пов'язаних з ним міфів, і немає прямих даних про те, як йому поклонялися.

## Вірування

### Божества

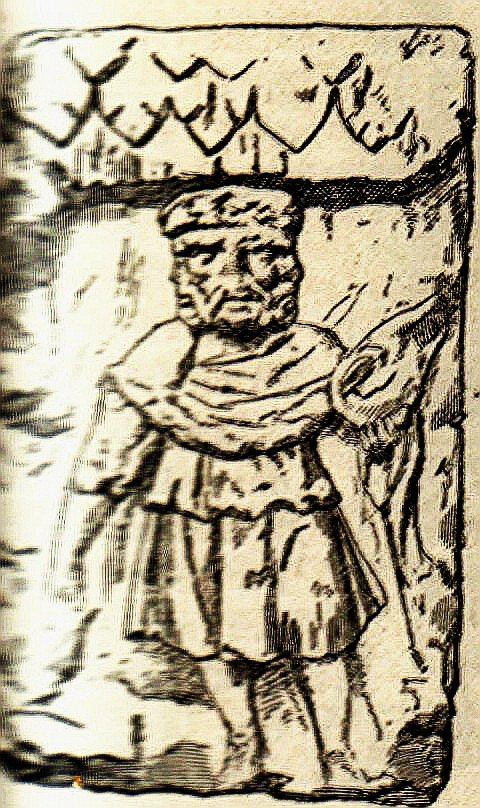
Барельєф із зображенням триголового божества, виявлений у Парижі в 1867 році. Деякі вчені ототожнюють його з Лугом.

Кельтська релігія була політеїстичною: кельти вірили у багато божеств, богів і богинь. Найвідоміші серед них були загальнокельтськими: поклоніння їм засвідчено в більшій частині кельтського світу, хоча ці божества можуть бути відомі під різними місцевими назвами і з різними асоціаціями. Загальнокельтські божества становлять лише невеликий відсоток від усіх кельтських богів; грубо кажучи, приблизно з 300 кельтських божеств, про яких ми знаємо, тільки близько 60 можуть бути знайдені в більш ніж одному регіоні і з них тільки приблизно 20-30 є загальнокельтськими.
Кельти також були анімістами, вірили в божества, пов'язані з різними явищами природи, такими, як дерева, потоки води, які часто вшановували в місцевих храмах (наприклад, богиня Секвана — покровителька річки Сени).
Згідно з деякими джерелами античності, кельти поклонялися силам природи, не зображуючи їх у людській подобі (див. Антропоморфізм), на відміну від інших язичницьких народів, таких як греки, римляни, єгиптяни. З часом, особливо після римського завоювання, коли вплив античних зразків на кельтське мистецтво і релігію значно зріс, кельти стали надавати своїм божествам людських форм і просунулися від анімізму до більш романізованого римського політеїзму. У зображеннях деяких кельтських божеств, зокрема Луки і так званих «Матрон» помітна трійчастість.
Острівні кельти поклонялися своїм особистим або племінним, родовим богам, землі, моря і неба. Наприклад: «Присягаюся богом, яким клянеться мій народ» і «Якщо я порушу свою клятву, нехай Земля відкриється щоб проковтнути мене, море підніметься щоб втопити мене і небо впаде на мене».

#### Загальнокельтські божества
Деякі боги кельтів були обожненнями основних природних явищ, таких як сонце. Кельти не поклонялися сонцю, але розглядали його як символ світлого божественного начала. Таким божествам поклонялися всі кельти, проте в різних місцях вони часто називались різними іменами. Прикладом цього був бог Луг (Lugus), який згадується в пізній ірландській міфології як Луг (Lug) і пізніше — у валлійській міфології, під ім'ям Ллеу Ллау Гіфс (Lleu Llaw Gyffes).
Інший широко розповсюджений пан-кельтський бог — Тараніс (Taranis) — бог грому, поклоніння якому засвідчено в Галії, Британії та Іспанії. Іншими подібними божествами були Тевтат, бог-покровитель племені, шанований як в Галлії, так і в Британії, Белен (Belenos), бог зцілення, і Цернунн (правильніше — Кернунн) (Cernunnos), рогата фігура якого була знайдена в Галлії.
Були також загальнокельтські богині. Прикладами цього є богині-матері (такі як Дану в Ірландії і Дон в Уельсі), богині води (Секвана в Галлії і Сулис в Британії) і богині коней — Епона (Epona) у Франції, Маха (Macha) в Ірландії і Ріаннон (Rhiannon) в Уельсі).
Коли римляни завоювали кельтські землі — Галлію, Іспанію і Велику Британію, вони стали ототожнювати кельтських богів зі своїми власними божествами (в науковій літературі це називається interpretatio Romana — «римська інтерпретація»). Наприклад, вони стверджували, що галльський кельтський бог Белен (Belenos) — по суті, те саме, що й їхній власний бог Аполлон, і що Луг (Lug) — те ж, що й їхній Меркурій. Дані римської епохи, зокрема написи і барельєфи, де ототожнюються кельтські і римські божества, є одними з небагатьох джерел інформації, яку ми маємо про кельтських богів.

#### Місцеві божества і поклоніння природі

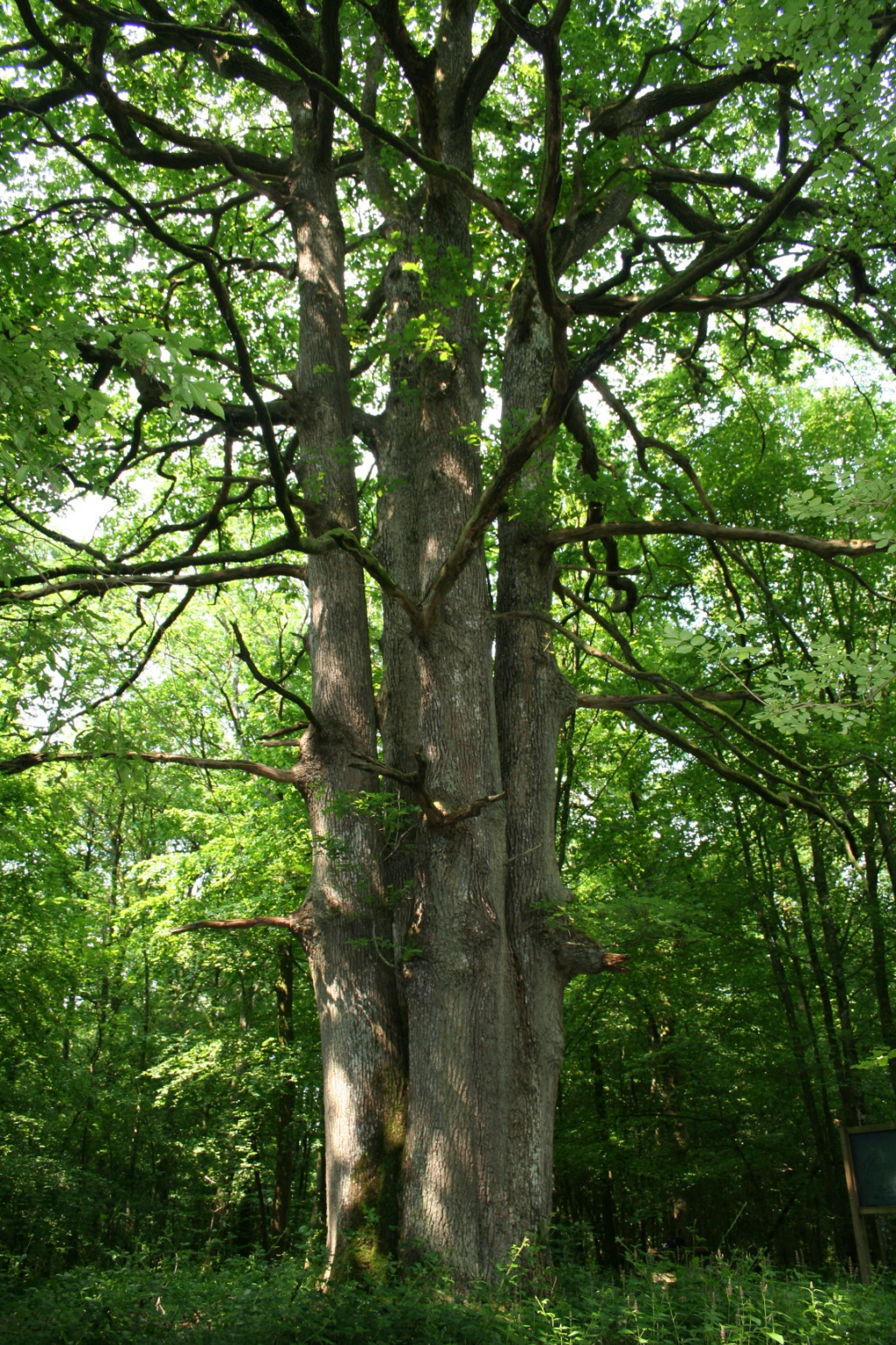
Дуб — одне з трьох дерев, яке обожнювали кельтські язичники.

Кельти були анімістами, вони вірили, що всі явища живої природи містять у собі духів і з цими духами можна спілкуватися. Анімістичним божествам часто поклонялися, і такі місця, як скелі, потоки, гори, дерева могли мати місця для поклоніння богам або припускали перебування божеств там. Ці духи могли бути місцевими, яким поклонялися жителі, які проживали поруч з храмом і не загальнокельтськими (наприклад, деякі з політеїстичних богів). Подібне віросповідання виявлено в сучасному синто в Японії, де також існує поклоніння місцевим духам-камі.
Стародавні кельти вважали божественними деякі дерева. Вважається, що найсвященнішими для них були дуб, ясен і глід. Культ дерев існував як у острівних, так і в континентальних кельтів. Важливість дерев у кельтській релігії демонструє той факт, що, наприклад, назва племені ебуронів і бриттська назва міста Йорк — Eburacum — містить кельтське позначення тисового дерева (пор. дав‑ірл. ibar). В ірландських міфах можна зустріти такі імена, як Mac Cuilinn (син гостролиста) і Mac Ibar (син тиса). Один з давньоірландських юридичних трактатів виділяв серед дерев найшанованіші — «знать лісу» (airig fedo — дуб, тис, горіх, яблуня) і «холопів лісу» (aithig fedo — верба, в'яз).
В Ірландії поклонялися і лососеві, який харчувався лісовими горіхами, що оточували священний ставок. Лосось — мешканець священного джерела, — вважався символом мудрості.
Гарячі джерела і річки були також популярними місцями поклонінь і були переважно пов'язані з лікуванням, зціленням.
Існує теорія, згідно з якою віра у фей та інші чарівні істоти (такі, як гноми, ельфи, піксі) в заселених кельтами країнах у Середньовіччя і Новий час, є відображенням дохристиянської віри в анімістичних божеств природи, переосмислення у світлі християнського світогляду. Їх вважали вже не божествами природи, а духами, часто злісними і недружніми.
Найчастіше до фей було таке ж ставлення, як і до язичницьким богів: з пожертвами на деревах і інших місцях поклоніння в цілях умилостивлення і для забезпечення хорошого врожаю або полювання тощо.

### Загробне життя

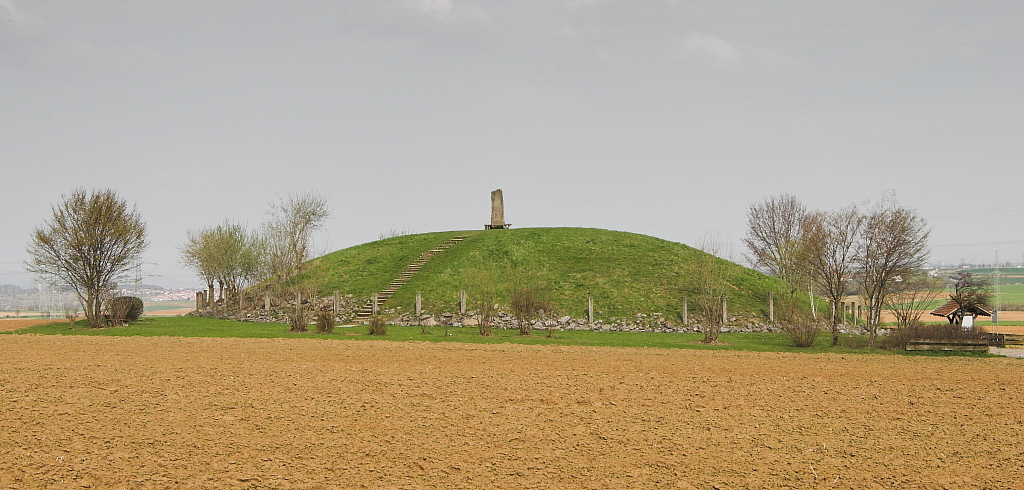
Реконструйований кельтський курган з похованнями, який знаходиться поруч з поселенням Хохдорф-ан-дер-Енц, муніципалітет Ебердінген, Німеччина. Такі поховання були зазвичай зарезервовані для впливових і багатих кельтів.

На жаль, немає ніякої прямої інформації, що говорить про вірування кельтів щодо того, що відбувається з померлими після смерті. Однак з археологічних відкриттів, римських записів і пізнішої міфології можна припустити можливі уявлення кельтів про життя після смерті.
Кельтські процедури поховання, які включали в себе поховання їжі, зброї та прикрас разом з мертвим, дають право вважати, що кельти вірили у продовження життя після смерті.
Друїди (кельтський вчений клас, який включав членів духовенства), як говорив Юлій Цезар]], вірили в перевтілення та переселення душі. Загальним фактором у пізній міфології християнських кельтських націй є їхні вірування в потойбічний світ. Для них це було царством чарівних істот і інших надприродних предметів, які спокушали людей у свій світ. Іноді цей потойбічний світ, як стверджували, був під землею, в інших випадках він, як говорили, лежав далеко на заході. Деякі вчені припустили, що потойбічний світ був язичницьким кельтським загробним життям, хоча прямих доказів цього немає.

## Звичаї

### Свята

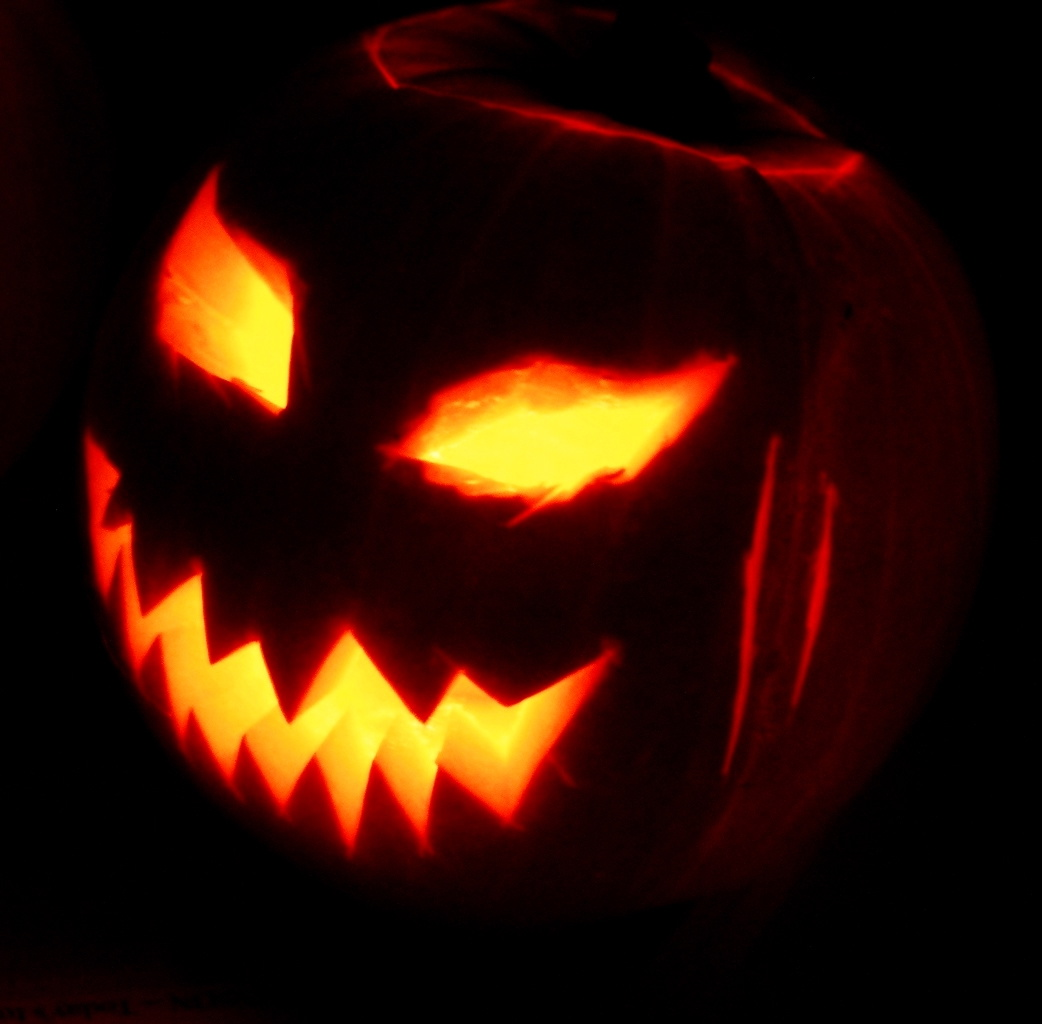
«Джек-Ліхтар» (гарбузова голова), зроблена до свята Хелловін. Вважається, що Хелловін — християнізована форма кельтського свята Самайн, а «Джек — Ліхтар» належить до кельтських форм поклоніння. Використовувався для того, щоб відлякувати злих духів, які могли з'явитися того дня.

Фактично все, що ми знаємо про кельтські язичницькі релігійні свята, почерпнуто з острівних, насамперед ірландських, джерел. Деяка інформація про календарі континентальних кельтів міститься в так званому «календарі з Коліньї»: деякі назви там збігаються з ірландськими, наприклад, місяць самоній (пор. ірл. Самайн), гіамоний (пор. дав‑ірл. gaim «зима»). Передбачається, що у кельтів було чотири релігійні свята на рік. Вони були рівновіддалені одне від одного і ділили рік на чотири чверті.
Перше свято — Самайн (Calan Gaeaf в Уельсі), проводилося 1 листопада. Це свято означало кінець одного скотарського року і початок іншого. Вважалося, що тоді духи Потойбічного світу ставали видимими людям. В період християнізації Самайн був перейменований у День Всіх Святих, (або День Мертвих, День Смерті), передднем якого є Хелловін, відомий і в наш час.
Друге — Імболк (Gŵyl Fair y Canhwyllau або Gŵyl y Canhwyllau в Уельсі), святкувалося напередодні 1 лютого. Воно було присвячене священній богині достатку і родючості Бригіті, вважалося весняним святом. Пізніше було християнізоване і назване Святом Святої Бригіти.
Третє — Белтейн (Calan Mai в Уельсі), проводилося напередодні 1 травня. Воно було присвячене богу Белу, і зазвичай на цьому святі палили багаття. Пізніше при християнізації було перейменоване на Свято Святого Іоанна, а традиція святкування Першого Травня, найпевніше, заснована саме на цьому.
Четвертим святом давніх кельтів було Лунаса (Лугнасад) (Calan Awst в Уельсі), яке відзначалося в серпні. Воно стосувалося бога Луг, який, згідно міфології, давав бенкет на честь своєї прийомної матері Тайльтіу.

### Храми
Античні джерела стверджують, що у кельтів не було ніяких храмів до галло-римського періоду і що їхні церемонії проходили у священних гаях і лісах. Проте, археологами було виявлено велику кількість храмів на території древніх кельтських поселень, насамперед у Галлії. У галло-римський період будувалися більш стійкі кам'яні храми: залишки багатьох з них були знайдені археологами як на території Великої Британії, так і в Галлії. Тоді й з'явився характерний тип кельтсько-римського храму (лат. fanum). Він відрізнявся від римських храмів наявністю галерей на всіх чотирьох сторонах центральної целли (внутрішньої частини храму).

### Жертвоприношення

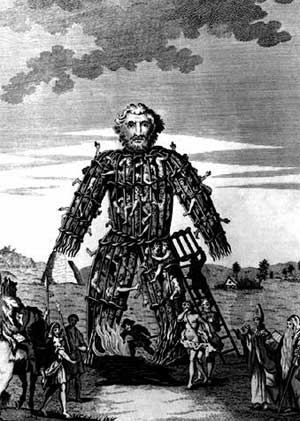
Ілюстрація XVIII століття. Тут зображено спалення людей у величезному опудалі, сплетеному із прутів; про цей спосіб жертвоприношень у кельтів повідомляє Юлій Цезар. Археологічних свідчень такого обряду поки не виявлено. Легенда послужила основою для декількох фільмів жахів.

Римські письменники стверджували, що кельти практикували людські жертвоприношення у Галлії: Цицерон, Юлій Цезар, Светоній і Лукан згадують про це, а Пліній Старший повідомляє, що подібне зустрічалося і в Британії, але було заборонено за часів Тіберія і Клавдія.
Однак існує думка, що ці твердження були помилковими і використовувалися тільки як пропаганда для виправдання завоювання цих земель Римом. Відомо не так багато археологічних пам'яток, які доводять застосування людських жертвоприношень. Ряд сучасних істориків схильні розцінювати їх як рідкість в кельтській культурі. Є деякі непрямі свідчення того, що людське жертвоприношення було відоме в Ірландії і пізніше заборонене святим Патриком.

## Релігійні суспільні класи
Згідно з Посідонієм і більш пізніми класичними авторами, в релігії та культурі існували три професійні класи — друїди, барди і овати (дав.-гр. ὀυάτεις). Ця потрійна ієрархія відбивалася серед двох головних гілок кельтів Ірландії і Уельсі, але найкраще представлена в традиції ранньосередньовічної Ірландії, де також були відомі жерці-друїди (давньоірл. druíd), вищий клас поетів і істориків — філіди (давньоірл. fílid) і «пророки» (давньоірл. fáith). Однак ці категорії не завжди встановлюються та можуть бути названі або розмежовані по-різному в різних первинних джерелах.